# Gubitak podataka
Gubitak podataka je stanje pogreške u informacijskim sustavima u kojima je informacija uništena odnosno izgubljena iz nekog razloga, zbog pogrešnog ili nemarnog pohranjivanja, prijenosa ili obrade, nenamjernog brisanja i tako dalje.
Radi sprječavanja toga, informacijski sustavi primjenjuju dvije stvari: sigurnosno kopiranje i/ili opremu i procese za spašavanje podataka radi sprječavanja gubitka podatka odnosno da bi se vratilo izgubljene podatke. 
Gubitak podataka nije isto što i nedostupnost podataka koja se može pojaviti zbog pada mreže ili sustava. Iako su sličnih učinaka, nedostupnost podataka je privremena, dok gubitak može biti trajan. Gubitak podataka također treba razlikovati od istjeka podataka iako se to ponekad naziva gubitkom. Istjek podataka odnosno sigurnosni proboj može biti i gubitkom, ako su nosači podataka koji su sadržavali osjetljive podatke izgubljeni a da ih je pri tome prisvojila neka druga (neprijateljska) strana. No, istjek može rezultirati krađom informacije, a da izvorni vlasnik nije ostao bez te iste informacije.